# Armstrong Siddeley Screamer
L’Armstrong Siddeley Screamer était un petit moteur-fusée à ergols liquides britannique, conçu au cours des années 1950 par le constructeur Armstrong Siddeley. Ce moteur aurait dû propulser l'intercepteur piloté Avro 720 (en), proposition faite par Avro Aircraft Ltd. pour concurrencer le Saunders-Roe SR.53 dans le domaine des avions intercepteurs à moteur-fusée.
Comme le Snarler, il fonctionnait en brûlant un mélange d'oxygène liquide et de méthanol. Sa poussée était variable et pouvait atteindre 35,59 kN,,.

## Historique
Au début des années 1950, le seul constructeur extérieur aux États-Unis ayant suffisamment d'expérience dans le domaine de la propulsion par fusée à ergols liquides était Armstrong Siddeley. Les ingénieurs de la compagnie venaient en effet de marquer un point en concevant de Snarler, d'une poussée de 907 kgp, et bien que ce moteur ne connût aucune commande ou production en série, il intéressa fortement le gouvernement britannique, et le Ministry of Supply (en) (MoS), désirait désormais qu’Armstrong Siddeley développe un moteur plus gros, adapté à de futures applications militaires. Désigné « Screamer », le moteur devait posséder sa propre turbopompe (celle du Snarler était entraînée par le turboréacteur de l'avion), afin de pouvoir fonctionner seul. Il devait également posséder une poussée modulable sur une large plage d'utilisation.
Au début du projet, en 1950, le moteur devait développer une poussée de 1 800 kgp, et les premiers travaux se concentrèrent sur une simple version agrandie du Snarler, possédant encore des pompes à entraînement externe. L'étape suivante fut de concevoir une turbopompe entraînée par une turbine, afin de rendre le moteur complètement intégré et indépendant. Suivit ensuite la décision de redessiner complètement le moteur pour qu'il accepte des carburants variés, comme le kérosène et le pétrole. Cette modification, bien que paraissant superflue à l'époque, fut cependant celle qui imposa le plus de travail de la part des concepteurs, principalement en raison des températures de combustion plus élevées de ces carburants. Le premier essai avec le kérosène prit place en 1951.
Peu de temps après, une application aéronautique devint envisageable, et comme souvent, les besoins en puissance augmentèrent rapidement. La poussée du moteur dut alors passer à 2 720 kgp puis 3 175 et 3 401 kgp. À un moment, la conception du Screamer prévoyait l'emploi de deux chambres de combustion, la plus grosse des deux étant utilisée pour les phases à puissance maximale, mais en 1952 la conception finale du moteur s'arrêta sur une chambre unique, diminuant la complexité de l'ensemble, son poids, ainsi que la traînée aérodynamique générée en vol, malgré une consommation en légère hausse. Cette chambre devait fonctionner à une pression élevée, utile pendant les phases de vol à puissance partielle, et à haute altitude, la faible pression atmosphérique extérieure participait à améliorer l'expansion des gaz de combustion. La chambre et sa tuyère furent dessinées pour être idéale à pleine puissance et à une pression extérieure de 460 hPa, soit l'équivalent d'une altitude de 6 000 mètres.
L'équipe chargée du développement étant plutôt réduite, avec seulement 25 personnes, la quantité de travail représentée par le développement du moteur était considérée comme énorme. Afin de rapidement disposer d'un moteur pouvant être testé en vol, l'équipe fit le choix d'utiliser comme troisième ergol... de l'eau ! En effet, à cette époque, la conception de générateurs de gaz (combustion d'un mélange d'oxygène et d'hydrocarbures entraînant une turbine) n'était pas encore maîtrisée, et l'eau était souvent ajoutée au mélange initial pour créer de la vapeur surchauffée entraînant la turbine de la même manière que le peroxyde d'hydrogène des premiers moteurs allemands. Cette eau serait de plus utilisée comme système de refroidissement pour la chambre, étant diffusée dans le revêtement de celle-ci puis étant ensuite réinjecté dans la chambre comme troisième ergol. Lors des essais qui suivirent, on détermina que le réservoir d'eau pouvait être supprimé, car il rendait le moteur 50 % plus complexe que le dessin initial. Le moteur fonctionna donc ensuite avec un excès d'oxygène et le refroidissement dans les parois de la chambre était assuré par la circulation de kérosène.
La conception des turbopompes était totalement différente de celle du Snarler, et cette dernière sut utilisée comme base de départ pour la conception des nouveaux systèmes. Le moteur comportait pas moins de trois turbopompes, usinées dans des alliages résistant aux divers composants qu'elles devaient amener à la chambre de combustion. Les essais pour leur mise au point furent réalisés à l'aide de moteurs électriques faisant circuler de l'eau. De gros efforts furent également faits pour la mise au point de la turbine du générateur de gaz, qui fut conçue à Ansty par une équipe de recherche spécialisée dans les turbines à gaz. Le résultat était une turbine fonctionnant à 20 000 tr/min et délivrant une puissance équivalente à 350 ch. Le générateur de gaz qui l'alimentait était une chambre de combustion miniature ayant nécessité de gros efforts de développement pour passer de la combustion d'un mélage oxygène/méthanol à un mélange oxygène/kérosène. Les gaz issus du générateur de gaz étaient expulsés par une double tuyère en V située sous le moteur.
Quelques modifications mineures furent effectuées sur le dessin de la chambre de combustion, qui ne reprenait pas le dessin de celle du Snarler, et des essais furent menés en 1954, avec le premier démarrage du moteur étant effectué à Ansty en mars 1954. De précédents essais avaient été menés en 1951 et 1952, mais le nouveau dessin de la chambre était celui qui posait le moins de problèmes. En septembre 1954, la poussée produite atteignit les 8 000 lbf (3 628 kgp, 35,56 kN).
Malgré de bons résultats, le programme fut abandonné en mars 1956, suivi par celui de l'Avro 720, avant même le début des essais en vol. Le coût total du programme était estimé à 650 000 livres sterling (équivalent à 11 863 934 livres sterling de juin 2017).
En 1951, un Gloster Meteor F.8 fut équipé pour expérimentations d'un Screamer installé sous le fuselage,.

## Applications
- Avro 720 (en) : Projet abandonné ;
- Gloster Meteor F.8 : Pour essais au sol.